# Иван Гошев (футболист, р. 2000)
Иван Христов Гошев (роден на 17 юни 2000 г.) е български футболист, който играе на поста вратар.